# تافیلدیان
تافیلدیان (نام علمی: Tofieldiaceae)، تیره‌ای از گیاهان گل‌دار در راسته تک‌لپه‌ای قاشق‌واش‌سانان است. این خانواده به چهار سرده تقسیم می‌شود که مجموعاً ۲۸ گونه شناخته شده را شامل می‌شود (Christenhusz & Byng ۲۰۱۶). آنها گیاهان کوچک و علفی هستند، عمدتاً در مناطق قطبی و زیرقطبی، اما تعداد کمی از آنها به‌سمت جنوب گسترش می‌یابند و یک سرده در شمال آمریکای‌جنوبی و فلوریدا بومی است. تافیلدی‌ها ریز (Tofieldia pusilla) گاهی به‌عنوان یک گیاه زینتی رشد می‌کند.
ویلیام هادسون (William Hudson)) (۱۷۳۰-۱۷۹۳) تافیلدی‌ها (Tofieldia) را برای گیاه‌شناس بریتانیایی توماس توفیلد (۱۷۳۰-۱۷۷۹) نامید. خانواده تافیلدیان توسط آرمن تاخداجیان در سال ۱۹۹۵ ساخته شد. مطالعات تبارزایی مولکولی روی توالی‌های دی‌ان‌ای نشان داده است که آن را دومین کلاد واگرا در قاشق‌واش‌سانان، پس از پایه‌ترین کلاد، خانواده گل‌شیپوریان است. قبل از اینکه جداسازی تافیلدیان با روش‌های تباربندی تایید شود، سرده‌های آن معمولاً به نارثیان (Nartheciaceae)، سوسنیان، یا گل‌خوشه‌ایان اختصاص داده می‌شد. تافیلدیان توسط گروه (Angiosperm Phylogeny Group) در سیستم طبقه‌بندی گیاهی (APG III system) آنها شناخته شده‌است.
محدود کردن سرده‌ها در تافیلدیان بحث برانگیز بوده است. بسیاری از نویسندگان سه‌گلی‌ها (Triantha) را به‌عنوان یک سرده جدا از تافیلدی‌ها نمی‌شناسند. تعداد کمی از نویسندگان سرده‌های دیگر را نیز در تافیلدی‌ها فرو برده‌اند. تجزیه و تحلیل تبارزایی، بر اساس دو ژن هسته‌ای و ده ژن کلروپلاست، تأیید کرده است که هر پنج سرده تک‌فیلتیک هستند و سه‌گلی‌ها و تافیلدی‌ها تاکسون‌های خواهر نزدیک به هم هستند.

## شرح
گیاهان چندساله علفی کوچک. برگ‌ها همسان (منفصل و همپوشان)، هم‌وجهی. گل‌آذین خوشه‌ای. شبه‌فنجان است. سرگل آزاد. میوه یک کپسول، معمولاً دسته‌شده است.

## سرده‌ها
Harperocallis
Pleea
Tofieldia
Triantha
Dicolpopollis†

## تبارزایی
درخت تبارزایی زیر بر اساس یک مقاله دی‌ان‌ای است که در سال ۲۰۱۱ منتشر شد، که برای سازگاری با انتقال گونه در Isidrogalvia به Harperocallis اصلاح شده است.